# Campionat britànic de motocròs 1975
La temporada de 1975 del Campionat britànic de motocròs fou la 24a edició d'aquest campionat, organitzat per l'ACU. Aquell any, les antigues dues cilindrades principals (500 i 250cc) es fusionaren en una de sola, 500cc, i la de 125cc va desaparèixer, de manera que, des d'aleshores i durant uns anys, només es proclamava un sol campió britànic cada temporada. El campionat quedava restringit als 35 millors pilots del país i hi havia una competició de segon nivell, les anomenades Support Series, per a la resta. Al final de temporada hi havia un sistema de promoció i descens de categoria entre una competició i l'altra, semblantment a com es fa a la lliga de futbol entre les diferents divisions.

## Classificació final

### Open
| Posició | Pilot         | Motocicleta | Punts |
| ------- | ------------- | ----------- | ----- |
| 1       | Vic Allan     | Bultaco     | 116   |
| 2       | Vic Eastwood  | CCM         | 114   |
| 3       | Graham Noyce  | Maico       | 102   |
| 4       | John Banks    | CCM         | 83    |
| 5       | Andy Roberton | Bultaco     | 63    |
| 6       | Stuart Nunn   | ČZ          | 58    |
| 7       | Ivan Miller   | Bultaco     | 50    |
| 8       | Norman Barrow | CCM         | 31    |
| 9       | Bryan Wade    | Suzuki      | 27    |
| 10      | Malcolm Davis | Bultaco     | 23    |